# 2757 Crisser
2757 Crisser è un asteroide della fascia principale del diametro medio di circa 19,36 km. Scoperto nel 1977, presenta un'orbita caratterizzata da un semiasse maggiore pari a 3,1757766 au e da un'eccentricità di 0,1961738, inclinata di 0,67918° rispetto all'eclittica.
L'asteroide è dedicato allo scopritore e a sua moglie Cristina tramite la giustapposizione delle metà iniziali dei due nomi.